# Крістешть (Муреш)
Крістешть, Крістешті (рум. Cristești) — село у повіті Муреш в Румунії. Адміністративний центр комуни Крістешть.
Село розташоване на відстані 261 км на північний захід від Бухареста, 7 км на південний захід від Тиргу-Муреша, 74 км на південний схід від Клуж-Напоки, 128 км на північний захід від Брашова.

## Населення
За даними перепису населення 2002 року у селі проживали 4618 осіб.
Національний склад населення села:
| Національність | Кількість осіб | Відсоток |
| -------------- | -------------- | -------- |
| румуни         | 2363           | 51,2%    |
| угорці         | 1932           | 41,8%    |
| цигани         | 315            | 6,8%     |

Рідною мовою назвали:
| Мова      | Кількість осіб | Відсоток |
| --------- | -------------- | -------- |
| румунська | 2367           | 51,3%    |
| угорська  | 1943           | 42,1%    |
| циганська | 307            | 6,6%     |